# Madunice

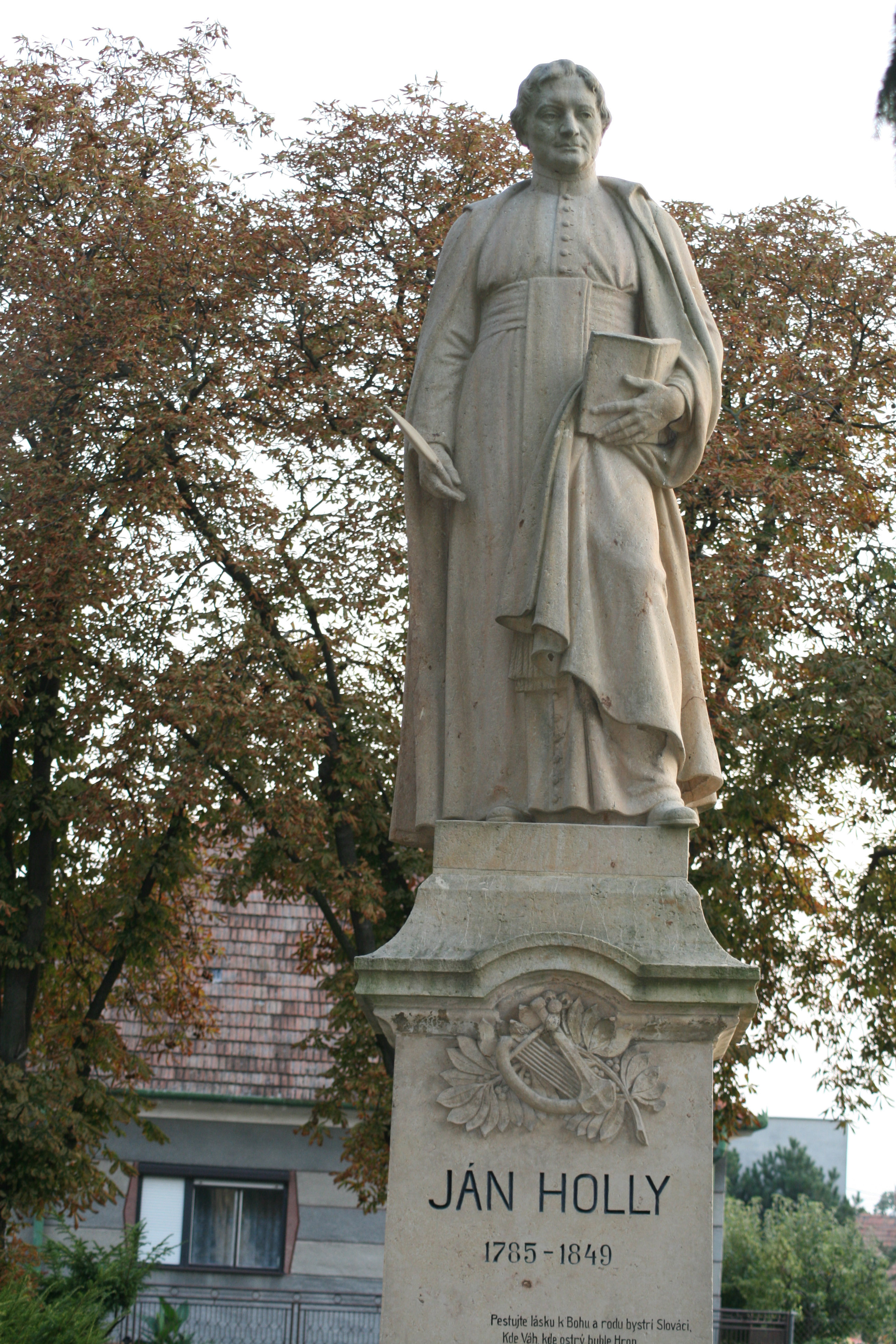
Madunice

Madunice (Hongaars: Vágmedence) is een Slowaakse gemeente in de regio Trnava, en maakt deel uit van het district Hlohovec.
Madunice telt 2.138 inwoners.